# Coppa CEV 1993-1994 (femminile)
La Coppa CEV di pallavolo femminile 1993-1994 è stata la 14ª edizione del terzo torneo pallavolistico europeo per squadre di club; iniziata con il primo turno il 9 ottobre 1993, si è conclusa con la final-four il 6 marzo 1994. Al torneo hanno partecipato 45 squadre e la vittoria finale è andata per la seconda volta all'Unabhängiger Sportclub Münster.

## Squadre partecipanti
| - Amazzoni Agrigento - VakıfBank - Enōsī Vyrōna - Știința Bacău - Bartréng - BKS - AF Bila Tserkva - RATB Bucarest - BVSC Budapest - Castêlo da Maia - Dinamo-Metar - Wisła Cracovia | - Cuesta Piedra - Eger - Hapoël Emek Hefer - Genève-Elite - Powerhouse Glasgow - Kaštela - Klagenfurt - Koper - Kozanīs - Lohhof - Montana Lucerna - Iskra Luhans'k | - Mastra Minsk - CSKA Mosca - ASPTT Mulhouse - Münster - HIT Nova Gorica - Marica - Olymp Praha - Slavia Praga - Pula - Olimpia Ravenna - Sandnes VBK - Saint-Raphaël | - NM Šiauliai - Makedonijâ - VC Temse - Tenerife - Datovoc Tongeren - Černo More Varna - ICT Vienna - Yeşilyurt - SK ZU Zilina |

## Primo turno

### Squadre qualificate
- Klagenfurt
- Koper
- Marica
- Datovoc Tongeren
- Yeşilyurt

## Secondo turno

### Squadre qualificate
| - Știința Bacău - AF Bila Tserkva - RATB Bucarest - Dinamo-Metar - Wisła Cracovia - Hapoël Emek Hefer - Genève-Elite - Klagenfurt | - Lohhof - Iskra Luhans'k - ASPTT Mulhouse - Slavia Praga - VC Temse - Tenerife - Yeşilyurt - SK ZU Zilina |

## Terzo turno

### Squadre qualificate
- Știința Bacău
- AF Bila Tserkva
- Wisła Cracovia
- Lohhof
- Iskra Luhans'k
- ASPTT Mulhouse
- Slavia Praga
- VC Temse

## Ottavi di finale

### Squadre qualificate
- Amazzoni Agrigento
- Știința Bacău
- AF Bila Tserkva
- Eger
- Lohhof
- Iskra Luhans'k
- ASPTT Mulhouse
- Münster

## Quarti di finale

### Squadre qualificate
| - Amazzoni Agrigento - AF Bila Tserkva - Iskra Luhans'k - Münster |

## Final-four
Le semifinali si sono giocate il 5 marzo mentre le finali per il terzo e il primo posto il 6 marzo.

### Finali 1º - 3º posto
|  | Semifinali         | Semifinali         | Semifinali |         |                    | Finale 1º/2º posto | Finale 1º/2º posto | Finale 1º/2º posto |  |
|  |                    |                    |            |         |                    |                    |                    |                    |  |
|  | Iskra Luhans'k     | Iskra Luhans'k     | 0          |         |                    |                    |                    |                    |  |
|  | Iskra Luhans'k     | Iskra Luhans'k     | 0          |         |                    |                    |                    |                    |  |
|  | Amazzoni Agrigento | Amazzoni Agrigento | 3          |         |                    |                    |                    |                    |  |
|  | Amazzoni Agrigento | Amazzoni Agrigento | 3          |         | Amazzoni Agrigento | Amazzoni Agrigento | 1                  |                    |  |
|  |                    |                    |            |         | Amazzoni Agrigento | Amazzoni Agrigento | 1                  |                    |  |
|  |                    |                    | Münster    | Münster | 3                  |                    |                    |                    |  |
|  | AF Bila Tserkva    | AF Bila Tserkva    | Münster    | Münster | 3                  | 1                  |                    |                    |  |
|  | AF Bila Tserkva    | AF Bila Tserkva    |            |         |                    | 1                  |                    |                    |  |
|  | Münster            | Münster            | 3          |         |                    | Finale 3º/4º posto | Finale 3º/4º posto | Finale 3º/4º posto |  |
|  | Münster            | Münster            | 3          |         |                    |                    |                    |                    |  |
|  |                    |                    |            |         |                    |                    |                    |                    |  |
|  |                    |                    |            |         |                    | Iskra Luhans'k     | Iskra Luhans'k     | 3                  |  |
|  |                    |                    |            |         |                    | Iskra Luhans'k     | Iskra Luhans'k     | 3                  |  |
|  |                    |                    |            |         |                    | AF Bila Tserkva    | AF Bila Tserkva    | 0                  |  |